# Паралион-Астрос
Пара́лион-А́строс (греч. Παράλιον Άστρος) — деревня в Греции. Расположена на высоте 10 метров над уровнем моря, на побережье залива Арголикоса Эгейского моря, на правом берегу реки Таноса. Служит портом для Астроса, который находится в 4 километрах у юго-западу. Находится в восточной части полуострова Пелопоннеса, в 105 километрах к юго-западу от Афин. Входит в общину (дим) Вория-Кинурия в периферийной единице Аркадии в периферии Пелопоннес. Население 1043 жителя по переписи 2011 года. Площадь 4,546 квадратного километра. Традиционное поселение и популярное место отдыха для жителей Триполиса и других частей Греции. Жители преимущественно заняты обслуживанием туристов.

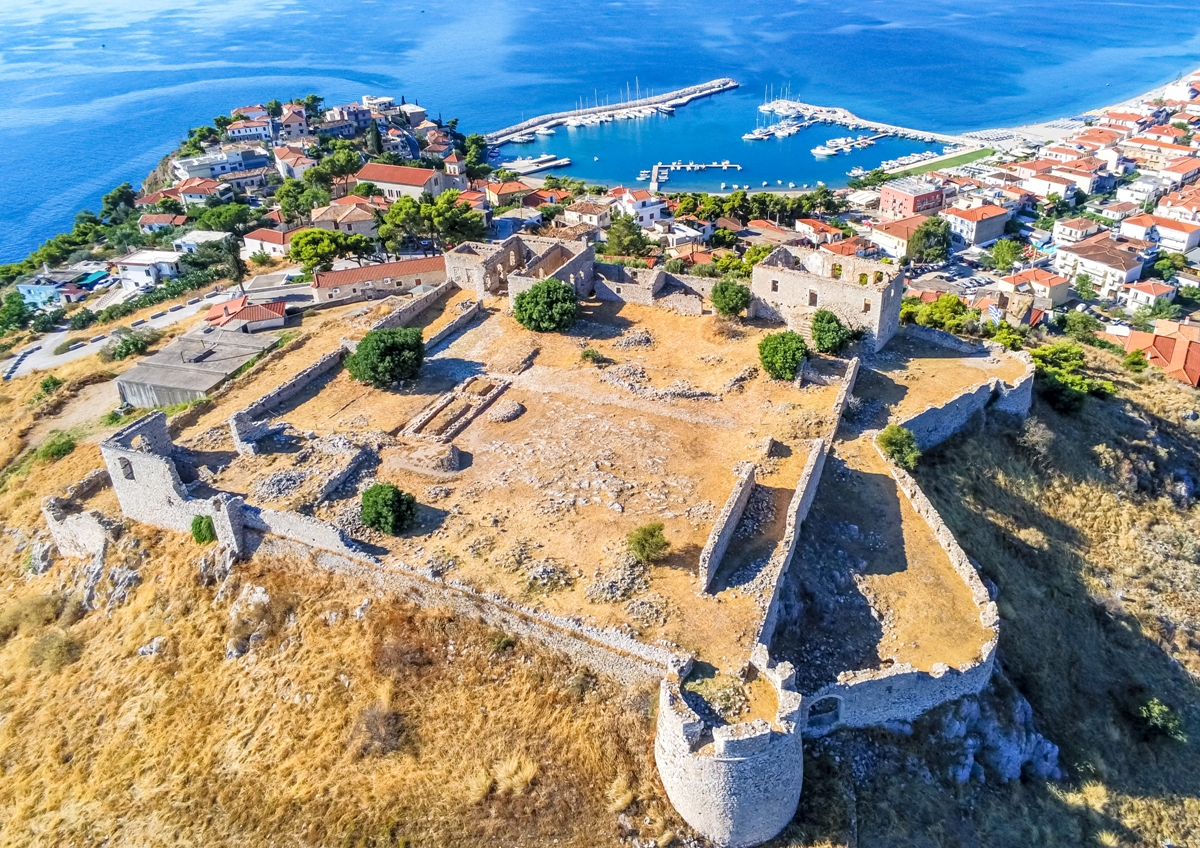
Крепость в Паралион-Астросе

Порт принимает паромы со Спеце. Здесь находятся пляжи и гавань, отремонтированная в 2015 году, где могут разместиться небольшие суда. Крепость периода франкократии находится на холме на мысе. Главная площадь деревни находится у холма.
В 14 километрах к северу от города проходит национальная дорога 7 Коринф — Каламата.

## Население
| Год  | Население, человек |
| ---- | ------------------ |
| 1991 | 791                |
| 2001 | 751                |
| 2011 | ↗ 1043             |